# Clomifeno
O clomifeno é um fármaco antiestrogénio utilizado no tratamento da infertilidade feminina.

## Indicações
- É indicado para infertilidade feminina[1] e hipogonadismo masculino. O tratamento com citrato de clomifeno pode ser utilizado como alternativa ao hormônio gonadotrofina coriônica (hCG) ou mesmo em combinação a fim de obter uma ação sinergética.[2]

## Mecanismo de acção
O clomifeno é um agonista parcial do receptor dos estrogénios. Contudo a sua acção é menos eficaz que a dos estrogénios normais (agonistas totais) da mulher, e portanto a sua administração inibe os efeitos dos estrogénios no hipotálamo estimulando GnRH que irá agir sobre a hipófise.Compete com o estrogênio endógeno nos receptores estrogênicos hipotalâmicos, produzindo aumento da secreção do hormônio liberador de gonadotrofina (GnRH) e dos níveis do hormônio luteinizante (LH)  e do hormônio folículo estimulante (FSH)  o que resulta em estimulação ovariana, com conseqüente maturaçãodo folículo ovariano e desenvolvimento do corpo lúteo. A redução desses efeitos diminui o efeito de feedback negativo sobre a glândula, que produz quantidades maiores de FSH e LH que estimulam o desenvolvimento dos folículos e a ovulação.

## Administração
Oral. Há metabolismo hepático. Para utilizar o clomifeno é preciso que consulte um médico para que siga corretamente as formas de uso.
Mas, comumente, o tratamento com este medicamento consiste em basicamente três ciclos.
O primeiro ciclo consiste em uma dose com 50 miligrama, 1 comprimido ao dia durante um período de cinco dias. Caso a ovulação ocorra durante este primeiro ciclo, não há necessidade de continuar com os dois próximos.
O segundo ciclo consiste em uma dose de 100 miligramas, no caso, 2 drágeas de 50 miligramas, no decorrer de cinco dias, depois de 30 dias do primeiro ciclo. Já no terceiro ciclo a dose não é aumentada.

## Efeitos úteis
Induz a ovulação. Os seus efeitos de agonista parcial produzem alguns efeitos estrogénicos periféricos, reduzindo efeitos secundários devido à inibição da acção dos estrogénios naturais.
Nos homens, o clomifeno estimula a produção excessiva de líquido seminal, caracterizando um quadro de hiperespermia (volume ejaculado maior que 5 ml).

## Efeitos adversos
- Calores
- Alterações da visão
- Dores de cabeça
- Perda de cabelo reversível
- Ovulação múltipla com formação de vários embriões. Maior taxa de gémeos falsos (pode não ser um efeito adverso, mas é geralmente não intencionado).
- Ganho de peso
- Dores ovarianas
- Possível aumento ligeiro do risco de cancro do ovário.